# Sant’Apollinare
Sant’Apollinare település Olaszországban, Lazio régióban, Frosinone megyében. Lakosainak száma 1814 fő (2023. január 1.). Sant’Apollinare Cassino, Pignataro Interamna, Rocca d’Evandro, San Giorgio a Liri, Sant’Ambrogio sul Garigliano, Sant’Andrea del Garigliano és Vallemaio községekkel határos.

## Népesség
A település lakossága az elmúlt években az alábbi módon változott:
| Lakosok száma | 1892 | 1901 | 1814 |
|               | 2017 | 2018 | 2023 |